# Jack Woltz
Jack Woltz (15 aprilie 1888 - 11 noiembrie 1975) este un personaj fictiv din romanul lui Mario Puzo, The Godfather și din adaptarea cinematografică a acestuia din 1972. În film este interpretat de John Marley.